# Medu-jau
Medu-jau („Stab des Alters“) war die altägyptische Bezeichnung eines Gehilfen oder vorgesehenen Amtsnachfolgers eines Beamten.
Der Begriff taucht in der Lehre des Ptahhotep auf, wo der alte Beamte den König (Pharao) um einen Stab des Alters bittet und zwar wünscht er ausdrücklich seinen Sohn in dieser Funktion, der eben Amtsnachfolger des Wesirs Ptahhotep werden solle. In einem Lahunpapyri wird ein Nachfolger im Priesteramt ausdrücklich als „Stab des Alters“ bezeichnet.